# Лючія Стурдза-Буландра

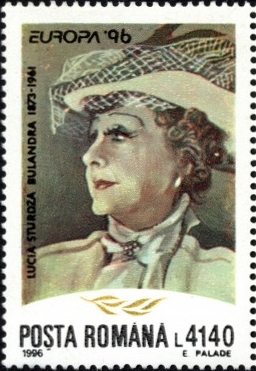
Лючія Стурдза-Буландра на поштовій марці Румунії, 1996 рік

Лючія Стурдза-Буландра (нар. 25 серпня 1873 , Ясси  — пом. 19 вересня 1961 , Бухарест ) — румунська актриса, театральний діяч, педагог, професор Бухарестської консерваторії, народна артистка СРР (1951). Лауреат Державної премії СРР (1952).

## Життєпис
Представниця молдавського боярського роду Стурдза. Закінчила факультет літератури та філології в Бухаресті.
Не знайшовши роботи, проти волі батьків пішла на прослуховування у столичний Національний театр, й згодом була прийнята до складу театральної трупи. Сім'я заборонила їй використовувати на сцені родинне прізвище Стурдза.
Дебютувала Лючія на сцені Національного театру в Бухаресті у 1898 році. Артистичної майстерності навчалася у Арістіцци Романеску.
У 1914 році, спільно з чоловіком Т. Буландрою, організувала трупу, яка згодом стала художнім театром, в якому впродовж понад 25 років Лючія була актрисою, директором та режисером. Тут ставилася твори національної драматургії, виховувалися кращі румунські актори.
У 1941 році трупа розпалася через відсутність приміщення, і Л. Стурдза-Буландра перейшла в Муніципальний театр Бухареста. З 1947 року працювала директором цього театру, в 1961 році установі було присвоєно її ім'я.
У 1930—1961 роках — професор Бухарестської консерваторії.
У 1957—1961 роках — голова румунської Асоціації діячів театру і музики.
Померла внаслідок травм, отриманих при падінні зі сходів.

## Вибрані театральні ролі
- Марія Стюарт («Марія Стюарт» Ф. Шиллера)
- Васса Желєзнова («Васса Желєзнова» М. Горького)
- Дінеску («Зруйнована цитадель» Хорія Ловінеску)
- Анна Кареніна (Анна Кареніна Л. Толстого)
- «Ліс» О. М. Островського
- Королева Марго
- Сапфо
- ролі у п'єсах Оскара Вайльда, В. Сарду, Г. Ібсена та ін..

Автор книг «Актор і драматургія» (1912) і «Спогади… Спогади…» (1960). Переклала ряд творів з французької, італійської, німецької та англійської мов.

## Вибрана фільмографія
- 1911 — Amor fatal
- 1944 — Escadrila albă
- 1961 — Ziua unei artiste (документальний)

## Нагороди
- Орден Праці I ступеня (Румунія)
- Орден Зірки Румунії
- Орден Білого орла (Сербія)
- Medalia pro Benemerenti Classe I (Ватикан)
- Орден Культурних заслуг
- 1951 — Народна артистка СРР
- 1952 — Державна премія СРР

## Пам'ять
- З 1961 року колишній Муніципальний театр в Бухаресті носить ім'я Лючії Стурдза-Буландри.
- У 1996 році пошта Румунії випустила марку з її зображенням.
- У 2013 році, з нагоди 140-річчя від дня народження Лючії, Національний банк Румунії ввів в обіг срібну монету на її честь.